# Marco – der Unbezwingbare
Marco – der Unbezwingbare (Originaltitel: Maciste alla corte dello zar) ist ein mythologischer Abenteuerfilm, den Tanio Boccia unter seinem Stammpseudonym Amerigo Anton 1964 in Italien inszenierte. Die deutsche Erstaufführung des Films fand am 12. Februar 1965 statt.

## Handlung
An der Grenze von Zentralasien graben einige Höhlenforscher, die dort im Auftrag des despotischen Zaren unterwegs sind, einen Sarkophag mit der Leiche eines Muskelmannes aus. Die Sonne mit ihrem Licht und ihrer Wärme erweckt diesen, Marco, zu neuem Leben; er beweist seine außerordentliche Kraft. Der Zar befiehlt, in an den Hof zu bringen; er möchte seine Stärke zur Wahrung der eigenen Interessen ausnutzen.

Nur das Hofmädchen Sonia interessiert sich für den Menschen hinter den Muskeln und kann durch ihre Liebe den naiven Mann von der Heimtücke, die am Hofe herrscht, überzeugen. Als Marco sich nun den Befehlen des Zaren widersetzt, will dieser ihn töten, scheitert jedoch und muss sogar einige Rebellen, darunter auch Sonias Vater, freilassen. Ein neuerlicher Anschlag auf Marco, dieses Mal mit Gift, gelingt; Sonia versorgt ihn mit dem Gegenmittel. Nach seiner Gesundung führt er die Rebellen in ihrem Kampf gegen den Zaren an. Dieser wird entmachtet, und das dankbare Volk verehrt Marco als Symbol für Gerechtigkeit.

## Kritik
Ronald M. Hahn/Volker Jansen, Norbert Stresau urteilen über das „Serienfilmchen“ (so das Lexikon des internationalen Films) knapp und hart: „Die darstellerischen ‹Qualitäten› entsprechen der ‹Originalität› der Geschichte.“
Film.tv.it sieht einen „Routinefilm, der eine altbekannte und berühmte Figur in eine unwahrscheinliche Umgebung versetzt“.
Der Evangelische Film-Beobachter nennt das Werk einen „Monster-Schinken“ und zieht das Fazit „völlig wertlos“.

## Bemerkungen
Im Original handelt es sich um einen Film der Maciste-Serie; in der deutschen Version lässt der Name Marco die von Joe Stöckel in den 1920er Jahren interpretierte Figur des Muskelmannes Marcco anklingen.
Der Film spielte in Italien 180 Millionen Lire ein.